# Giuseppe Maria Casotti
Giuseppe Maria Casotti (Prato, 15 maggio 1679 – Prato, 26 gennaio 1740) è stato un archivista e storico italiano.

## Biografia
Nato a Prato il 15 maggio 1679 da Giovan Lodovico Casotti e Maria di ser Leonardo Raffaelli, fu il fratello minore del letterato Giovambattista Casotti.
Il Casotti trascorse a Prato tutta la sua vita, dedicandosi allo studio della storia locale e partecipando attivamente alla vita politica cittadina, pur rifiutando sempre la carica di gonfaloniere.
Proprio per la particolare competenza in ambito storico venne chiamato ad attuare, in collaborazione con Vannozzo Buonamici, il riordino dell’archivio comunale di Prato, opera a cui si dedicò con notevole passione.
Grazie anche all’esperienza archivistica e agli studi del fratello maggiore, nel 1722 compose un Lunario, una sorta di calendario ispirato ai Fasti ovidiani, che rievocava tradizioni, costumi e festività dell'anno pratese. L’opera tratteggia l'affresco di una cittadina immersa in una tradizione arcaica e secolare, ben distante dall'impulso innovativo del Settecento: in una visione forse ristretta ma rilevante per la ricostruzione storico-sociologica, l'autore riferisce notizie su antiche confraternite, pubbliche istituzioni rette da un clero secolarizzato, una cittadinanza isolata, gelosa di privilegi e diritti puramente formali.
Fu socio dell’Accademia degli Infecondi di Prato.
Il Casotti morì a Prato il 26 gennaio 1740 e venne sepolto in San Domenico. Presso la Biblioteca Roncioniana è conservato il Fondo Giuseppe Maria Casotti, consistente di 28 unità complessive. 